# Aspalathus lenticula
Aspalathus lenticula är en ärtväxtart som beskrevs av Harry Bolus. Aspalathus lenticula ingår i släktet Aspalathus och familjen ärtväxter. Inga underarter finns listade i Catalogue of Life.